# 錫布利鎮區 (堪薩斯州克勞德縣)
錫布利（英語：Sibley），官方稱錫布利鎮區（英語：Sibley Township），是美國堪薩斯州克勞德縣的行政鎮區，位於協和城及共和河以北。

## 歷史
錫布利於1869年夏季建立，以鄰近的錫布利湖（Lake Sibley）命名。錫布利曾經與協和城及克萊德競逐克勞德縣縣城之位，惟在1870年1月4日的次輪選舉中落敗於協和城。

## 地理

### 墳場
根據美國地質調查局的資料，錫布利鎮區擁有3座墳場（全數登記於協和城名下）：
- 歌特蘭墳場（Gotland Cemetery）[5]
- 薩隆墳場（Saron Cemetery）[6]
- 錫布利墳場（Sibley Cemetery）[7]

### 學校
根據美國地質調查局的資料，錫布利鎮區擁有一所名為「錫布利學校」（Sibley School）的學校，惟該學校也登記於協和城名下。

## 人口統計
根據2010年美國人口普查，錫布利鎮區的人口共有184人，人口密度為每平方公里1.99人。此鎮區居民之種族有96.74%為白人，2.17%為其他種族，有1.09%為混血種族。西班牙裔或拉丁裔美洲人佔錫布利鎮區人口的2.72%。

## 著名居民
- 梅·路易絲·考爾斯（英语：May Louise Cowles）（1892年－1978年）：研究服裝消費和消費者行為的經濟學家。[9]

## 外部連結
- US-Counties.com
- City-Data.com （页面存档备份，存于）